# Лалинце (община Враня)
 Тази статия е за селото във Вранско.  За селото в Нишко вижте Лалинац (община Палилула).  
Лалинце или Лалинци (на сръбски: Лалинце или Lalince) е село в Югоизточна Сърбия, Пчински окръг, Град Враня, община Враня.

## География
Селото се намира в областта на Ветернишката клисура, високо над десния бряг на река Ветерница. Разположено е на север от окръжния и общински център Враня, на североизток от село Мийовце, на северозапад от село Студена и на юг от лесковашкото село Църцавац.

## История
При избухването на Балканската война в 1912 година един човек от Лалинце е доброволец в Македоно-одринското опълчение.
По време на Първата световна война селото е във военновременните граници на Царство България, като административно е част от Вранска околия на Врански окръг.

## Население
Според преброяването на населението от 2011 г. селото има 98 жители.

### Етнически състав
Данните за етническия състав на населението са от преброяването през 2002 г.
- сърби – 150 жители (100%)

## Личности
- Петър Томов, македоно-одрински опълченец, 2 рота на 11 сярска дружина[8]